# Deutscher Werkbund

Logotipo da Deutscher Werkbund, 2017.

A Deutscher Werkbund é uma associação de artistas, artesãos e publicitários (em português, "Associação Alemã de Artesãos") fundada em 5 de outubro de 1907, em Munique, por um grupo de arquitetos, designers e empresários alemães, com o objetivo de elevar o trabalho profissional a partir da educação e da propaganda e da interação entre a arte, a indústria e o artesanato.
A associação teve como sócios fundadores 12 empresas e 12 pessoas: Peter Behrens, Theodor Fischer, Josef Hoffmann, Wilhelm Kreis, Max Laeuger, Adelbert Niemeyer, Joseph Maria Olbrich, Bruno Paul, Richard Riemerschmid, Jakob Julius Scharvogel, Paul Schultze-Naumburg e Fritz Schumacher.

## Contexto histórico
No Século XIX, a arquitetura e as artes decorativas, particularmente, sofriam com a industrialização que avançava com rapidez. A partir disso a Werkbund decidiu pela criação de uma nova forma e consciência de qualidade baseadas no movimento Arts & Crafts. Em contraste com o movimento inglês, o conjunto alemão enfatizava ainda mais a produção industrial em massa. A Werkbund propagou o conceito de "acabamento alemão" como um "selo de qualidade".

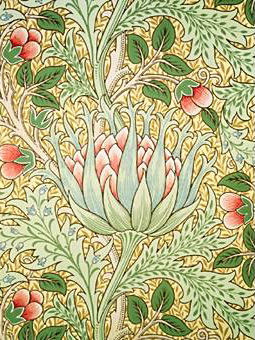
Papel de parede do movimento Arts & Crafts, feito por John Henry Dearle.

O auge da influência da Deutscher Werkbund se deu por volta de 1914. Na Exposição de Colônia de 1914, que foi interrompida pela Primeira Guerra Mundial, foram exibidos prédios industriais-modelo, interiores e objetos no geral. Entre as construções a mostra estavam alguns dos exemplos mais notáveis de arquitetura moderna em aço, concreto e vidro. Como o teatro de van de Velde e um prédio de escritórios administrativos, o pavilhão da Deutz Machinery Factory e as garagens do arquiteto Walter Gropius.

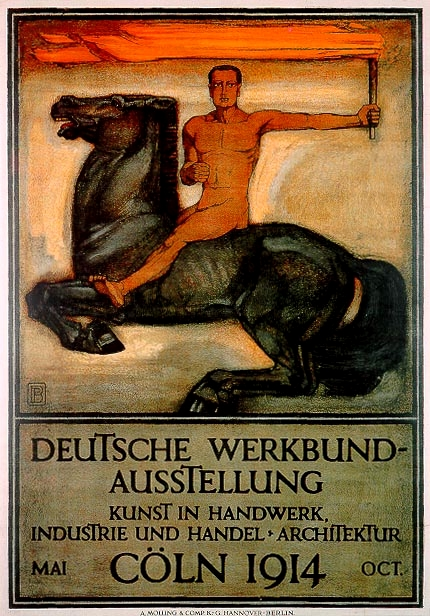
Cartaz para exposição da Deutscher Werkbund de 1914 em Colônia. Projeto de Peter Behrens feito em Litografia.

A exposição, mesmo interrompida, foi um sucesso e deu origem mais tarde à Feira de Colônia (em alemão, KölnMesse).
No mesmo ano, também está marcada a ruptura do movimento baseada na disputa entre dois ideais: um liderado por Muthesius, focado no design padronizado e na produção em massa, na funcionalidade, enquanto van de Velde liderava a defesa da individualidade artística.
Após a Primeira Guerra, em 1927, a Deutscher Werkbund retornou à atividade com uma participação na exposição de Stuttgart. A exposição, organizada por Ludwig Mies van der Rohe, formou novos conceitos no desenvolvimento de arquitetura e construção de habitações.
A associação foi fechada novamente pelos nazistas em 1934 e reaberta a partir de 1947.

## Fundação

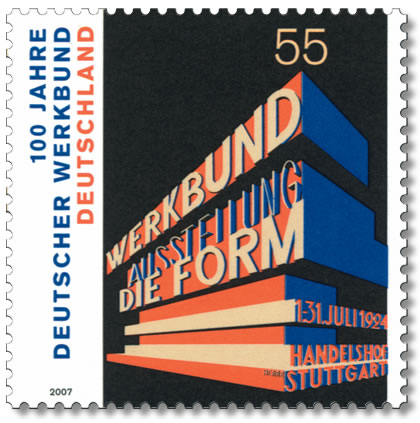
Selo do 100º aniversário da Deutscher Werkbund. (Deutsche Post, 2007)

A fundação do Deutscher Werkbund também pode ser entendida como o nascimento do design propriamente dito. Os participantes do movimento não entendiam o objeto industrial de forma simplesmente utilitária.
Embora as suas raízes estivessem no movimento Arts & Crafts, liderado pelo arquiteto William Morris e pelo crítico John Ruskin, a Deutscher Werkbund não buscava um retorno nostálgico ao artesanato do Século XIX, mas a resolução dos problemas oriundos da decadência dos valores artísticos em uma nova sociedade industrial através da reconciliação e união entre a arte e a indústria.
Eles não pretendiam um retorno romântico à manufatura medieval, como no Arts & Crafts. Diferentemente do movimento inglês, os alemães não se voltaram contra a indústria. Eles tentaram resolver o problema juntamente com ela, aceitando a divisão do trabalho do processo produtivo industrial.
A Deutscher Werkbund se propôs a dar forma a tudo: "Das almofadas do sofá ao urbanismo, do selo do correio ao arranha-céu", como explicou o arquiteto Hermann Muthesius, conselheiro do Estado prussiano e principal incentivador do movimento. Muthesius também considerava que apenas os objetos feitos pela máquina eram produzidos de acordo com a natureza econômica da época e sugeriu que se buscasse nas construções das novas estações ferroviárias, salões de exposição, pontes, as possibilidades desse novo estilo, sem decoração exterior e com formas direcionadas para os fins a que se destinavam.
Na Werkbund manifestaram-se duas correntes dominantes daquela época: a padronização industrial e a tipificação dos produtos e, por outro lado, a busca da individualidade artística.

Outras associações do mesmo tipo da Deutscher Werkbund foram fundadas na Áustria (Österreichischer Werkbund - 1912), na Suíça (Schweizerischer Werkbund - 1913), na Suécia (Slöjdföreningen), e na Inglaterra.
Quando a arte se envolve diretamente com o trabalho de um povo, as consequências não são apenas de natureza estética. Não se trabalhará apenas para o indivíduo sensível, a quem a desarmonia externa incomoda; as ações devem superar o círculo de apreciadores de arte e objetivar em primeiro lugar os criadores e os operários que produzem a obra.
Quando a arte tem lugar no seu trabalho, a consciência eleva-se e, com ela, a produtividade. A alegria no trabalho precisa ser recuperada e isso é tão importante quanto a melhoria da qualidade. Portanto, a arte não é apenas uma força estética, mas também uma força moral — e ambas convergem em última instância para a mais importante das forças, que é o poder económico.

— Fritz Schumacher, no seu discurso de inauguração do Deutscher Werkbund

## Principais protagonistas daDeutscherWerkbund
- Peter Behrens
- Theodor Fischer
- Hermann Muthesius
- Bruno Paul
- Richard Riemerschmid
- Henry van de Velde